# Прикладна музика
Прикладна музика, Супровідна музика — музика, яка функціонує не як самодостатня сутність, але яка виконує якісь утилітарні суспільні функції — супровід церемоній і культів, військових маршів і світських танців; розвага, терапія і т. д. Прикладна музика протиставляється автономній музиці.
Панорама видів сучасної прикладної музики широка: крім розважальної танцювальної музики, музичних сигналів радіостанцій, рекламних джинглів, «звукового дизайну» в промислових цехах, залах очікування, супермаркетах, ін. установах, до неї відносять деякі різновиди музики в театрі і кіно, що виконують суто ілюстративні завдання і не несуть самостійного художнього образу. Зокрема, в кіноіндустрії, на телебаченні, в рекламі активно використовується продакшн-музика (в складі так званих продакшн-бібліотек).